# جن الیازبرگ
جن پرینگل الیازبرگ (متولد ۶ ژانویه ۱۹۵۴) یک کارگردان و نویسنده سینما، تلویزیون و تئاتر آمریکایی است.

## زندگی و مسیر شغلی
الیازبرگ در نیویورک متولد شد. او دختر آن پرینگل هریس، یک معلم انگلیسی، و جی الیازبرگ، یک معاون بازنشسته بخش تحقیقات گروه رسانه کلمبیا می‌باشد. پدرخوانده او، چارلز ای. هریس، در نیویورک رئیس اتحادیه نساجی هریس هوران بود.
او از دانشگاه وسلیان (در سال ۱۹۷۴ در ۲۰ سالگی) فارغ‌التحصیل شد و در سال ۱۹۸۱ در مدرسه ییل دراما مدرک کارشناسی ارشد گرفت. در سال ۱۹۷۳، او در تأسیس تشکیلات صحنه دوم در وسلیان شرکت کرد؛ تشکیلاتی از دانشجویان که برای تهیه تئاتر و سایر اجراها فعالیت می‌کرد. این شاید اولین تشکیلات داوطلبانه دانشجویی کشور در زمینه تئاتر بود.
او کارگردانی تلویزیون را در سال ۱۹۸۶ با یک قسمت از کاگنی و لیسی آغاز کرد. بعد از آن سال، او یک قسمت از فساد میامی را کارگردانی کرد و تبدیل به اولین زن کارگردان این سریال شد. او در سال ۱۹۸۷ دو قسمت دیگر از این سریال را کارگردانی کرد.
او هم چنین در تئاتر هم فعالیت داشته‌است. و چندین نمایشنامه را کارگردانی کرده است.

## زندگی شخصی
در سال ۱۹۹۱، الیازبرگ با نیل الن فریدمن، یک مجری استودیو در کلمبیا پیکچرز ازدواج کرد.